# Плют, Павел Дмитриевич
Павел Дмитриевич Плют (бел. Павел Дзмітрыевіч Плют; 22 января 1981 года, Минск, Белорусская ССР) — белорусский футболист, защитник, кандидат в мастера спорта, бронзовый призёр Всемирных юношеских игр 1998 года. В настоящее время — тренер клуба «Ислочь».

## Биография
Воспитанник минской «Олимпии», первый тренер — Борис Михайлович Лазарчик. Играл за «Молодечно» (1999), «Динамо-Юни» (2000), «Локомотив» (Минск) (2001), «Коммунальник» (Слоним) (2002—2007) и «Городею» (2009).
В 2003 году окончил Белорусский государственный университет физической культуры. С 2008 года — преподаватель кафедры физической культуры факультета инновационной подготовки Института управленческих кадров Академии управления при Президенте Республики Беларусь.
Имеет лицензию УЕФА категории «В». В августе 2023 года специалист получил тренерскую лицензию категории PRO.

## Достижения
- Бронзовый призёр Всемирных юношеских игр: 1998
- Чемпион первой лиги Белоруссии: 2015